# Küss den Kater
Küss den Kater (jap. 猫とキス Neko to Kiss) ist eine Manga-Serie von Mangaka Miko Senri, die von 2020 bis 2022 in Japan erschien. Die Geschichte wurde ins Deutsche und Englische übersetzt und erzählt von einer katzenliebenden Schülerin und ihrem Mitschüler, der sich bei einem Kuss in einen Kater verwandelt. 

## Inhalt
Erina liebt Katzen über alles, sie sind ihr auch wichtiger als  die Jungen an ihrer Schule, die gerne mit der als „coole Königin“ bekannten Schönheit ausgehen würden. Besonders ihren hochnäsigen, stets eine Maske tragenden Mitschüler Kou Nekoyama kann Erina, auch wenn er „Katze“ im Namen trägt, nicht ausstehen. Doch eines Tages findet sie zuhause eine Katze im Garten. Als sie diese küsst, verwandelt sie sich in einen nackten Mann und Erina fällt in Ohnmacht. Wieder erwacht sieht sie wieder den Kater, der sich durch einen Kuss erneut verwandelt – und sich als Nekoyama herausstellt. Durch einen Kuss verwandelt er sich in eine Katze und wieder zurück. Und da er Erina nach der freundlichen Aufnahme nun als seine Besitzerin ansieht, will er sogleich einziehen. Sie will davon nichts wissen, kann aber auch keine Katzer hinauswerfen.  Kou Nekoyama verwandelt sich nach Belieben hin und her, was auch durch das Küssen einer anderen Katze funktioniert, und erzählt zu Erinas Missfallen auch in der Schule herum, dass sie nun seine neue Besitzerin ist.

## Veröffentlichungen
Der Manga erschien zunächst im Magazin Bessatsu Friend beim Verlag Kodansha. Dieser brachte die Kapitel danach in sechs Sammelbänden heraus. Eine deutsche Fassung wurde von Dezember 2021 bis Oktober 2023 von Altraverse herausgegeben. Die deutsche Übersetzung stammt von Rahel Niedermann. Der amerikanische Ableger von Kodansha brachte den Manga auf Englisch heraus.